# François Sublet de Noyers
François Sublet de Noyers (Le Mans, 14 maggio 1589 – Dangu, 20 ottobre 1645) è stato un politico e nobile francese.

## Biografia
François Sublet de Noyers discendeva da una storica casata della zona di Blois, che verso la fine del Cinquecento si era stabilita a Parigi, nel quartiere Le Marais. Il giovane François, nato in provincia, fu sin da piccolo protetto dallo zio Jean Bochart, presidente del parlamento di Parigi e sovrintendente delle finanze, che gli spianò la strada per la carriera politica nel Conseil des finances. Quando suo padre decise di ritirarsi nel monastero certosino di Parigi, François assunse le redini della famiglia. Nel 1613 sposò Isabelle Le Sueur, figlia di un maître des comptes, che deteneva una notevole dote e che aveva molti legami con la noblesse de robe.
François si trovò presto nella cerchia di Richelieu, con il patronato della regina Maria de Medici e del principe di Condé. All'inizio degli anni '30 del Seicento, Richelieu nominò Sublet supervisore degli eserciti delle province di Champagne e Piccardia. In tal veste si distinse per la cura delle fortificazioni e acquisì una notevole esperienza in campo politico.
Con l'improvvisa morte di sua moglie e con l'inizio di un'austera vita privata, che i suoi detrattori suggerirono dovuta  a voti segreti professati con i gesuiti, divenne sempre più legato a questa congregazione religiosa e finanziò la costruzione del noviziato gesuita di Parigi.
Fu nominato segretario di stato per la guerra, succedendo a Abel Servien, all'età di 47 anni. Dal 1640 Sublet de Noyers e il suo rivale Claude Bouthillier, segretario di stato per gli affari esteri, furono i più stretti collaboratori di Luigi XIII e di Richelieu, ai quali nello specifico Sublet de Noyers trasmetteva informazioni confidenziali. A causa dello stato di guerra con la Spagna che ci fu tra il 1636 ed il 1643, assieme alla rivolta contadina nelle province francesi e alle prime fasi della Fronda, Sublet de Noyers in quanto ministro della guerra assunse un  ruolo preminente nel consiglio del re.
Si occupò di modernizzare l'esercito negli aspetti del  reclutamento, dell'approvvigionamento, del pagamento delle truppe, degli alloggi e della costruzione di ospedali militari, anche se in parte mantenne e potenziò il precedente sistema basato sul nepotismo e sul patronato. Fu sempre accanto a  Richelieu e al re nei loro spostamenti sul campo durante la guerra dei trent'anni.
Sublet de Noyers, che si era reso indispensabile per il governo, venne nominato sovrintendente dei Bâtiments du Roi nel 1638, applicando il medesimo sistema clientelare che aveva mantenuto nella gestione dell'esercito. Due suoi cugini, i fratelli Fréart de Chambray e Fréart de Chanteloup, ebbero un ruolo determinante nella scelta dei patronati delle arti e delle architetture in Francia. I progetti che vennero portati avanti sotto la sua supervisione furono il restauro e l'abbellimento interno del castello di Fontainebleau e del Palazzo del Louvre, anche se si dedicò inoltre a diverse chiese parigine e a progetti di urbanistica per la capitale. Negli anni 1640-41 richiamò a Parigi il pittore Nicolas Poussin che si era trasferito a Roma.
A Parigi ebbe casa in rue Saint-Honoré, vicino al Marais, ma negli ultimi anni della sua vita visse molto spesso a Dangu, proprietà che aveva acquisito nel 1641 tramite uno scambio col duca di Montmorency, sfruttando la sua vicinanza con Richelieu.
All'apice del suo potere, nel 1642, Richelieu morì. Il re non fu in grado di resistere alle continue richieste dei detrattori di Sublet de Noyers, capeggiati da Chavigny e dal cardinale Mazzarino. Sublet dovette abbandonare la corte e partì nell'aprile del 1643. La morte di Luigi XIII poco dopo gli diede qualche speranza di fare ritorno a corte col favore di Anna d'Austria, che infatti gli consentì di rimanere alla guida dei Bâtiments. Anni dopo si ritirò una seconda volta a Dangu, dove morì il 20 ottobre 1645.